# 角章
角 章（かど あきら、1958年8月14日 - ）は、日本の画家、アーティスト、空間デザイナー。東京出身。文化学院美術科卒業。祖父は実業家の角弥太郎。父は洋画家の角浩。

## 人物
父親で洋画家の角浩の影響もあり、10代から油絵に日本画材を取り入れた作品を製作し、毎日現代日本美術展、現代形象展、東京美術倶楽部のニューアーティストウェーブ展へ出品。
草月会館、ストライプハウス美術館などで個展を開催した。
その後、20代になるとパブリック施設の壁画や、沖縄西武オリオンホテル、マツダオート東京などで、空間のアートディレクションに取り組みはじめ、フジサンケイグループの主催イベント「コミュニケーションカーニバル 夢工場'87」で環境デザインプロデュース、横浜博覧会ストリートペインティング等を手掛け、平成を創るアーティストとして「AERA」で見開き紹介されるなど、様々な媒体に取り上げられ注目を集めた。
日立に生まれ育ち洋画家の道を歩んだ父の角浩の作品150点が日立市へ寄贈され、2010年4月には「角記念美術館」が開館されて角章が館長に就任したが、健康上の理由等により退任したことで同美術館は同年9月に閉館し、現在は「日立市角記念市民ギャラリー」として角浩常設展を中心に日立市直営により運営されている。
Windows 95の発売によりPCが更に普及し始めた平成7年（1995年）10月には、「おうちに遊び場をつくればいい」とオンライン空間の遊び場「Vagabond23」を発案し、パソコン通信による情報提供会社「有限会社バガボンド（株式会社バガボンド）」を静雲堂の中込知野と共同創業した。

## 主なる作品
- 広島県　府中市子供の国「POM」全体環境計画（都市景観賞・造形部門受賞）
- 長野県　飯田市三連蔵 整備事業プロデュース
- 茨城県　日立市角記念市民ギャラリー

## 主なる建築プロデュース作品
- カルテットビル （西麻布）
- ヴァビル （渋谷区東）
- ガーディアン （西麻布）
- 商業施設ビル「連」 （西中洲）

## 飲食空間のアートディレクション
- 六本木 - 「ネオジャパネスク」、「パラディッソ」
- 青山 - 「MANBOWS」
- 芝浦 - 「TANGO」、「GOLD」
- 門前仲町 - 「深川座」等。

## 企画から空間に至る代表作品
- 西麻布
  - 「SOBAR」
  - 「THESE」
  - 「カサデルハポン」
- 六本木
  - ミッドタウン「サロンバーYOL」
  - 「未来画廊」
- 銀座
  - 「IRODORI」[2]

## テレビ・ラジオの出演
- テレビ朝日「OH!エルくらぶ」 レギュラー
- TBS「天下ご免」 アート審査員セミレギュラー
- 日本テレビ「東京遊民」 コメンテーター セミレギュラー
- 日本テレビ「狸穴東京」[1] コメンテーター
- 単発ではNHKBS2「真夜中の王国」の番組企画および出演
- WOWOW「パイナップル」 コメンテーター
- WOWOW「街伝説 西麻布」 番組企画および出演

## 雑誌などの連載
- 日刊ゲンダイ
- 日経トレンディ（不定期寄稿）
- ホットドッグ・プレス（不定期寄稿）

## 著書
- 「なぜうちの店にはまた客が来るのか」 小学館101新書、2010年4月、ISBN 9784098250806
- 「駅がないのに流行り続ける西麻布式の秘密」 講談社プラスアルファ新書、2010年4月、ISBN 9784062725682